# Kumbalur, Harihar
Kumbalur là một làng thuộc tehsil Harihar, huyện Davanagere, bang Karnataka, Ấn Độ.